# サーマルオキシダイザー

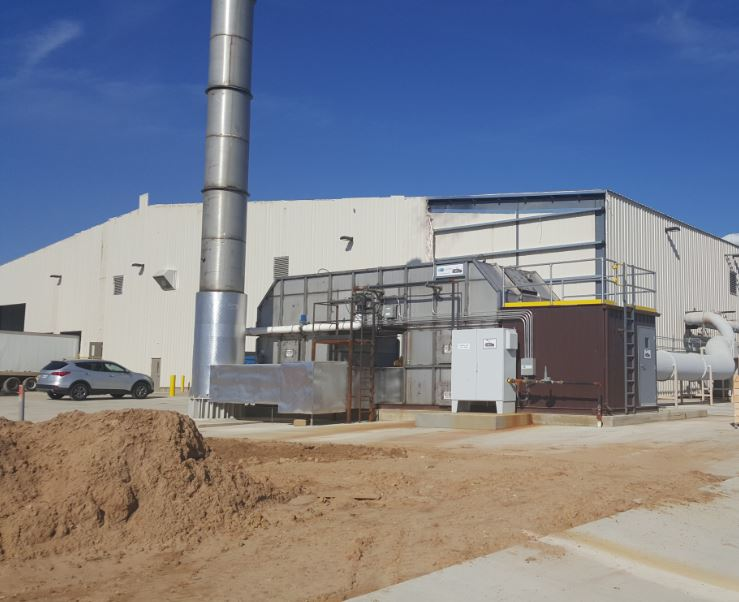
工場に設置されたサーマルオキシダイザー

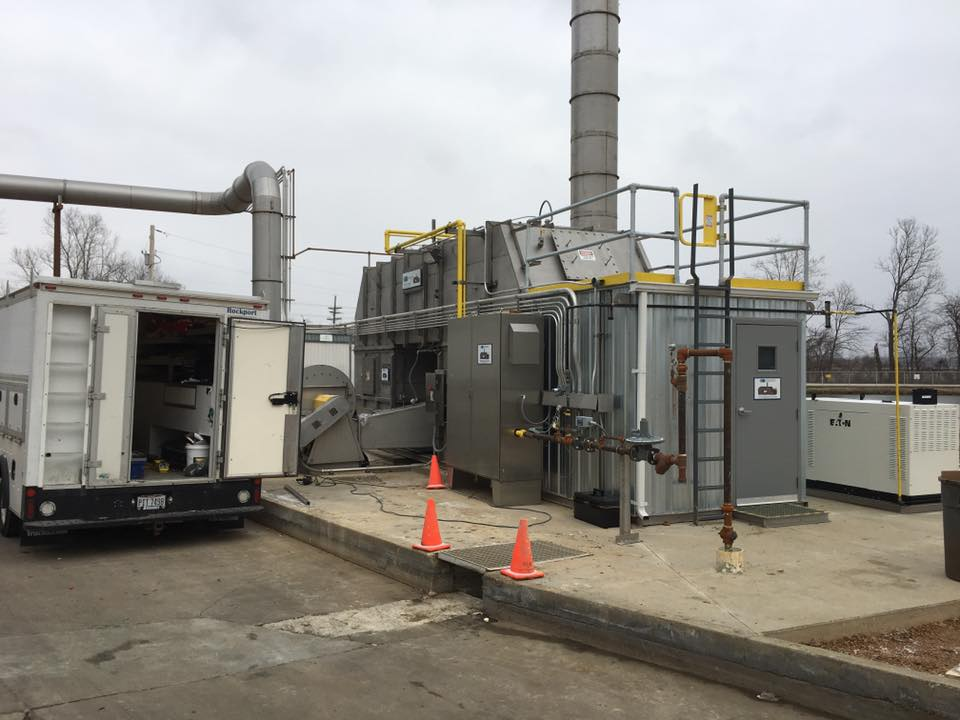
大気汚染防止のためのサーマルオキシダイザー

サーマルオキシダイザー (英語: Thermal oxidizer) 、または燃焼酸化装置とは、有機物の気体を燃焼させて無害化する装置である。
工場や清掃工場などで発生する有害性や悪臭を有する気体が発生している。排気は法律により基準値が設定されているため、そのまま排出することは許されていない。
そのため排気ガス処理を行う必要があり、そのための排気処理装置の一つである。

## 概要
大気汚染防止法や悪臭防止法に準拠するために用いられる。
基本原理は単純であり、排気に含まれる物質のうち、炭素と水素を含む有機物であれば、酸素を吹き込み1500度程度の高温で完全燃焼させることでH2O(水)とCO2に分解することができる。
これらは無害かつ無臭な物質であるため、排出しても安全となる。
焼却分解するという原理はすべて同じであるが、効率よく確実に完全燃焼を達成するためにガスの混合方法や触媒の利用、ガスの洗浄など各社ノウハウを持っている。
排ガス処理装置の導入にあたっては、選定および設置に関して自治体により指導要領が定められている場合がある。

## 主な処理対象
- 揮発性有機化合物
- 多環芳香族炭化水素
- 特定悪臭物質

## 炭化水素以外の物質
たとえ炭素と水素が含まれる物質であり、それが完全燃焼できたとしても、それ以外の元素が含まれる場合はサーマルオキシダイザーのみでは対応できない。
廃棄物の処理においては、水銀や硫黄などがしばしば問題となる。
たとえば硫黄が含まれる場合、脱硫処理を別途行う必要がある。四日市ぜんそくの例では、四日市コンビナートにおいて排気処理を行わなかったために、四日市ぜんそくを引き起こした。
水銀に関しては、東京都において水銀が含まれた排ガスが放出された東京都清掃センター水銀排ガス事件が起きている。

## フィルタ
サーマルオキシダイザーを通しても完全燃焼しきれなかった場合、もともとの物質はある程度分解され別の物質になっているが、それはばいじんであり有害物質として扱われる。
ばいじんにも基準値は設定されており、そのため、ばいじんフィルタを設置し排気の汚染度を低減する。

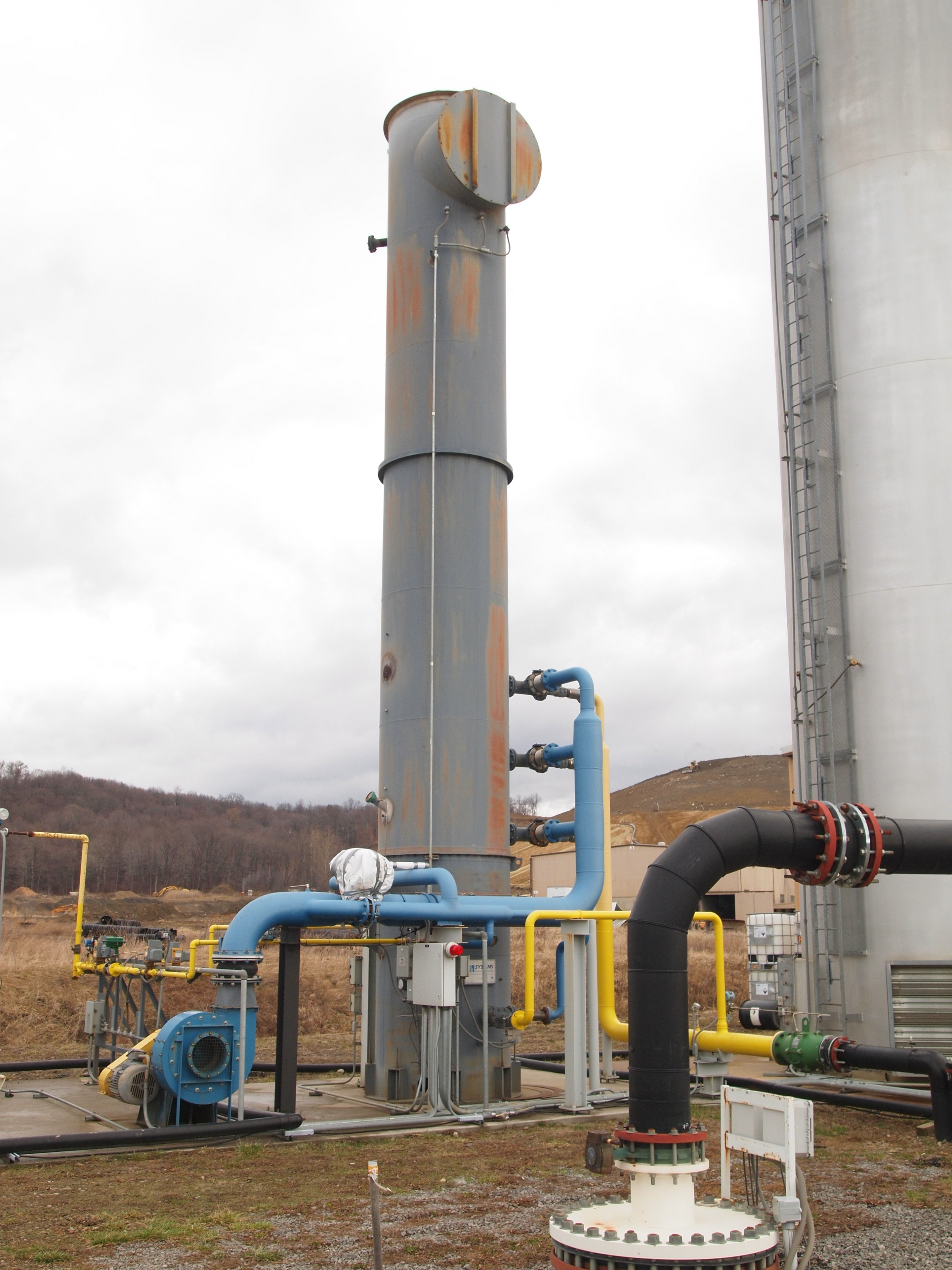
直接燃焼方式のサーマルオキシダイザー
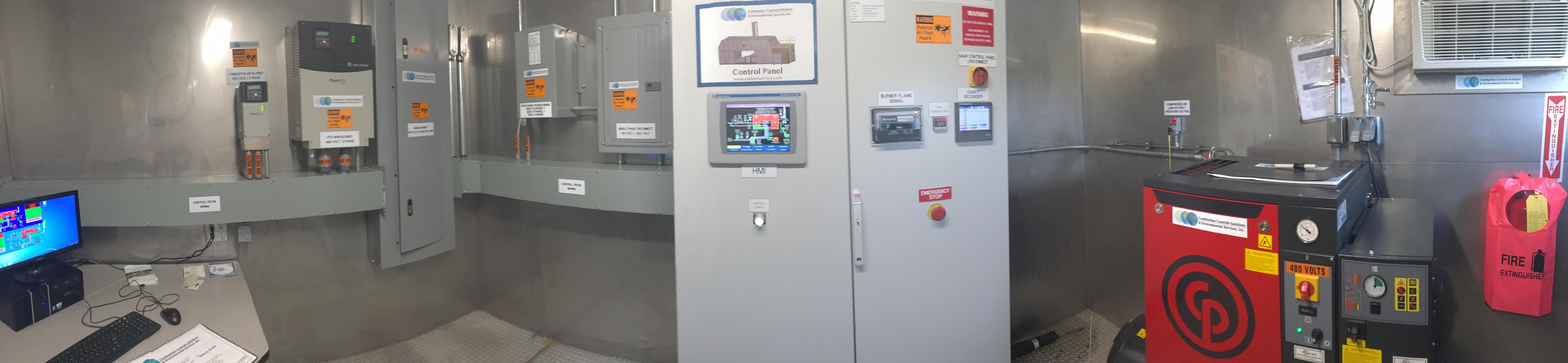
コントロールセンター